# 鵜飼石斎
鵜飼 石斎（うかい せきさい、慶長20年1月15日（1615年2月12日） - 寛文4年7月21日（1664年9月10日））は、江戸時代前期の儒学者。諱を信之。字は子直。号は石斎・心耕子。鵜飼真元の子で母は中路氏、正室は湯本幸勝の娘。子に鵜飼錬斎・称斎がいる。
祖先は近江国甲賀郡の人と言われる。江戸出身で那波活所に学ぶ。正保3年（1646年）に尼崎藩主青山幸利に仕え、万治3年（1660年）に致仕して上洛、京都油小路で私塾を開いて門人を育成し、その名声は山崎闇斎・毛利貞斎と並んだ。
儒学のみならず、歴史にも精通し、31種673巻にのぼる著書・校刊本が知られており、代表的なものとして『本朝編年小史』7巻、『明清闘記』11巻などがある。後者は近松門左衛門が『国性爺合戦』を執筆した際に参考にした文献のひとつと言われている。
50歳で没し、円光寺に葬られ、孟東野・陶淵明両者の諡より、「貞節」と諡した。